# El Chico nationalpark

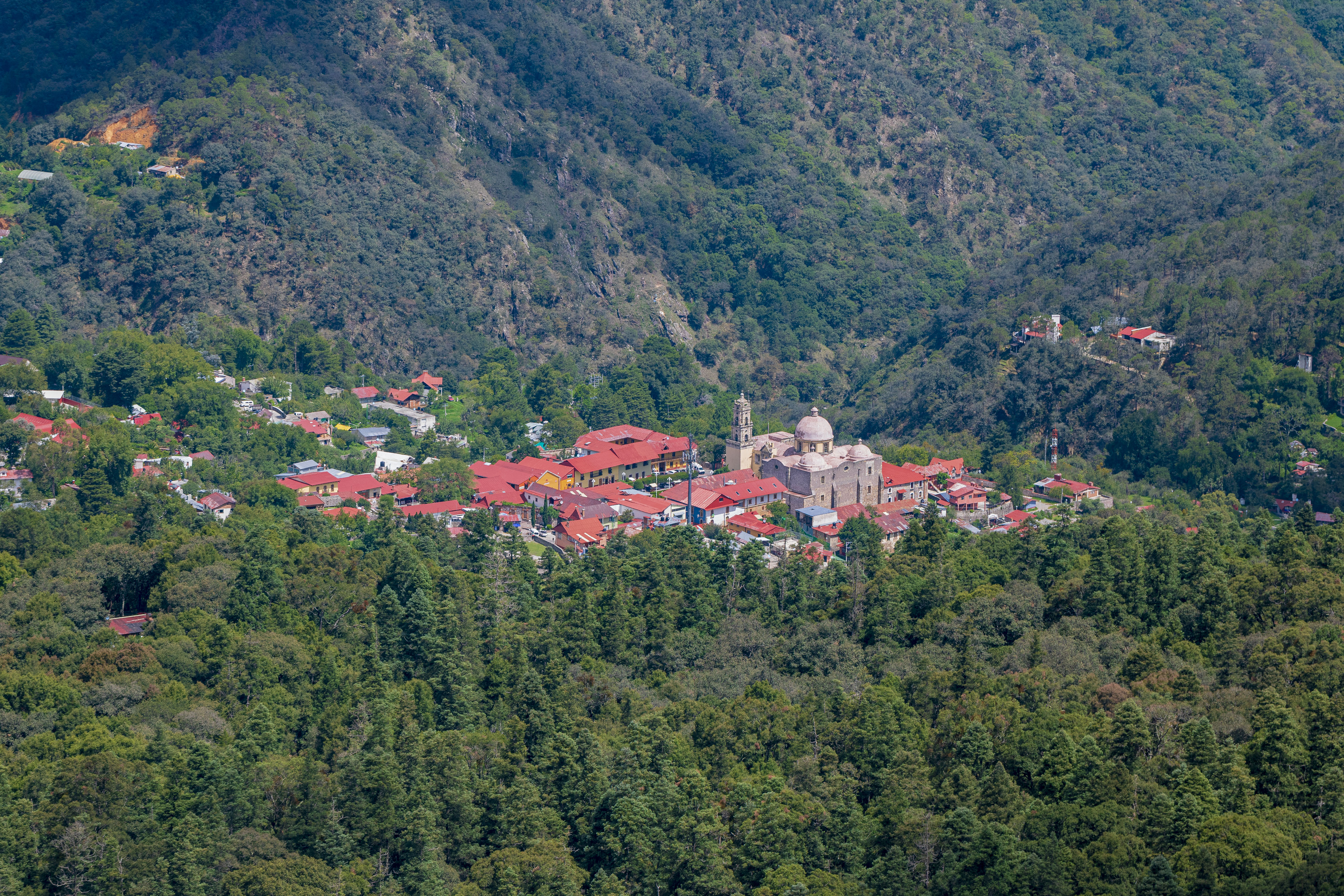
Byn Mineral del Chico.

El Chico nationalpark, inrättad 1982, är en nationalpark i Mexiko, i delstaten Hidalgo. Nationalparken är belägen i bergskedjan Sierra de Pachuca, på gränsen mellan tre kommuner, Mineral del Chico, Pachuca de Soto och Mineral del Monte. Den största delen av nationalparken ligger inom kommunen Mineral del Chico. Totalt har nationalparken en yta på cirka 2739,02 hektar. Nationalparken ligger på 2 320 till 3 090 meters höjd och omfattar ett naturskönt område med berg, klippor, raviner, dalar och barrskog. Området som ligger på gränsen mellan nearktiska och neotropiska regionen har en rik och varierad flora och även djurliv. Nationalparken har en av de bäst bevarade barrskogarna i denna del av Mexiko, tack vare att skogen redan 1898, då gruvdrift var en viktig näring i området som krävde mycket trä,  skyddades mot exploatering, och 1922 förklarades som ett skogsreservat.
Byn Mineral del Chico ligger nära nationalparken.

## Skog
Ädelgranen Abies religiosa, på spanska oyamel, är ett vanligt inslag i nationalparken och skog dominerade av denna art är den mest utbredda skogstypen i nationalparken. Andra barrträd som förekommer i nationalparken är Pinus ayacahuite, Pinus leiophylla, Pinus patula, Pinus hartwegii (synonym: Pinus rudis), Pinus teocote, Cupressus lusitanica (kan ibland behandlas som två arter; Cupressus benthamii och Cupressus lindleyi), Juniperus deppeana, Juniperus monticola, Taxus globosa och Pseudotsuga macrolepis. Inslag av lövträd finns också, framförallt ekar, släktet Quercus.

## Djur
Till nationalparkens däggdjur hör bland annat hjortråttan Peromyscus difficilis, skogsråttan Neotoma mexicana, trädekorren Sciurus oculatus, siseln Ictidomys mexicanus (Spermophilus mexicanus), flygekorren Glaucomys volans, kindpåsråttan Cratogeomys merriami (Pappogeomys merriami), fladdermusen Corynorhinus mexicanus (Plecotus mexicanus), nordamerikansk opossum och storörad opossum, mexikansk bomullssvanskanin och niobandad bälta. Till rovdjuren hör gråräv, prärievarg, kattfrett, tvättbjörn, kapuschongskunk, trynskunken Conepatus mesoleucus, långsvansad vessla och rödlo.
Den herpetologiska faunan inkluderar 14 arter som är nationellt hotade eller sårbara, som strumpebandssnoken Thamnophis scaliger och ödlan Abronia taeniata. Exempel på groddjur är lövgrodorna Hyla plicata och Hyla robertsorum. Det finns också flera arter av salamandrar, till exempel Ambystoma velasci, Chiropterotriton dimidiatus, Chiropterotriton multidentatus, Pseudoeurycea bellii och Pseudoeurycea cephalica. Vissa av kräl- och groddjuren är även internationellt rödlistade.

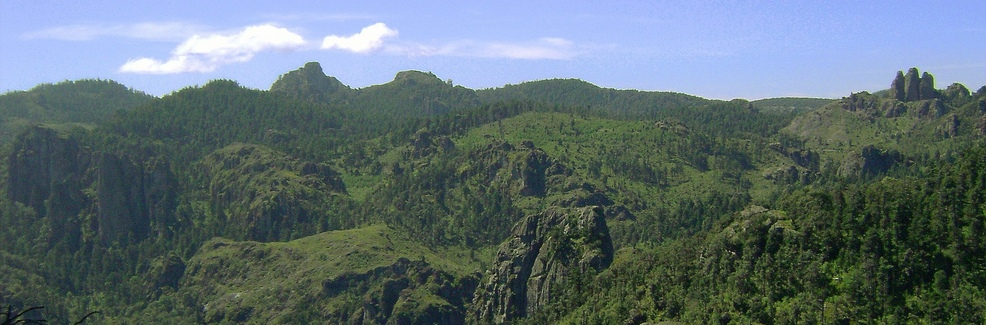
Panorama över El Chico nationalpark.